# Štefanja Gora
Štefanja Gora – wieś w Słowenii, w gminie Cerklje na Gorenjskem. W 2018 roku liczyła 468 mieszkańców.